# Notiphila bicornuta
Notiphila bicornuta är en tvåvingeart som beskrevs av Bock 1988. Notiphila bicornuta ingår i släktet Notiphila och familjen vattenflugor. Inga underarter finns listade i Catalogue of Life.